# Kuitaart
Kuitaart es una localidad del municipio de Hulst, en la provincia de Zelanda (Países Bajos). Está situada unos 24 km al suroeste de Bergen op Zoom.
- Datos: Q1811461
- Multimedia: Kuitaart / Q1811461